# Bretelin
Bretelin – wieś w Rumunii, w okręgu Hunedoara, w gminie Vețel. W 2011 roku liczyła 54 mieszkańców.